# ورد النيل اللازوردي
ورد النيل اللازوردي (الاسم العلمي:Eichhornia azurea) هو نوع من النباتات يتبع جنس ورد النيل من الفصيلة البونتديرية.